# دی‌ایزوپروپیل‌فسفات
دی‌ایزوپروپیل‌فسفات (به انگلیسی: Diisopropylphosphate) یک ترکیب شیمیایی با شناسه پاب‌کم ۷۴۱۶۲ است. 